# Ligne de trolleybus 27 (Liège)
La Ligne de trolleybus 27 de Liège reliait le théâtre à Renory jusqu'en 1969.

## Histoire
Cette ligne a été ouverte en novembre 1937 afin de remplacer la ligne de tramway 7. La Seconde Guerre Mondiale impliqua de nombreux changements notamment le pont de Fétinne, pont sur lequel passait la ligne, qui a du être réparé. Par ailleurs, cet évènement a déplacé provisoirement le terminus à la Place de la Cathédrale. À partir de 1963, cette ligne possède une partie de la ligne 25. En août 1965, le trolleybus fut remplacé par le bus sur cette ligne.